# Mortes em julho de 2007
Mortes em 2007: ← – Janeiro – Fevereiro – Março – Abril – Maio – Junho – Julho – Agosto – Setembro – Outubro – Novembro – Dezembro – →
Esta é uma relação de pessoas notáveis que morreram durante o mês de julho de 2007, listando nome, nacionalidade, ocupação e ano de nascimento.

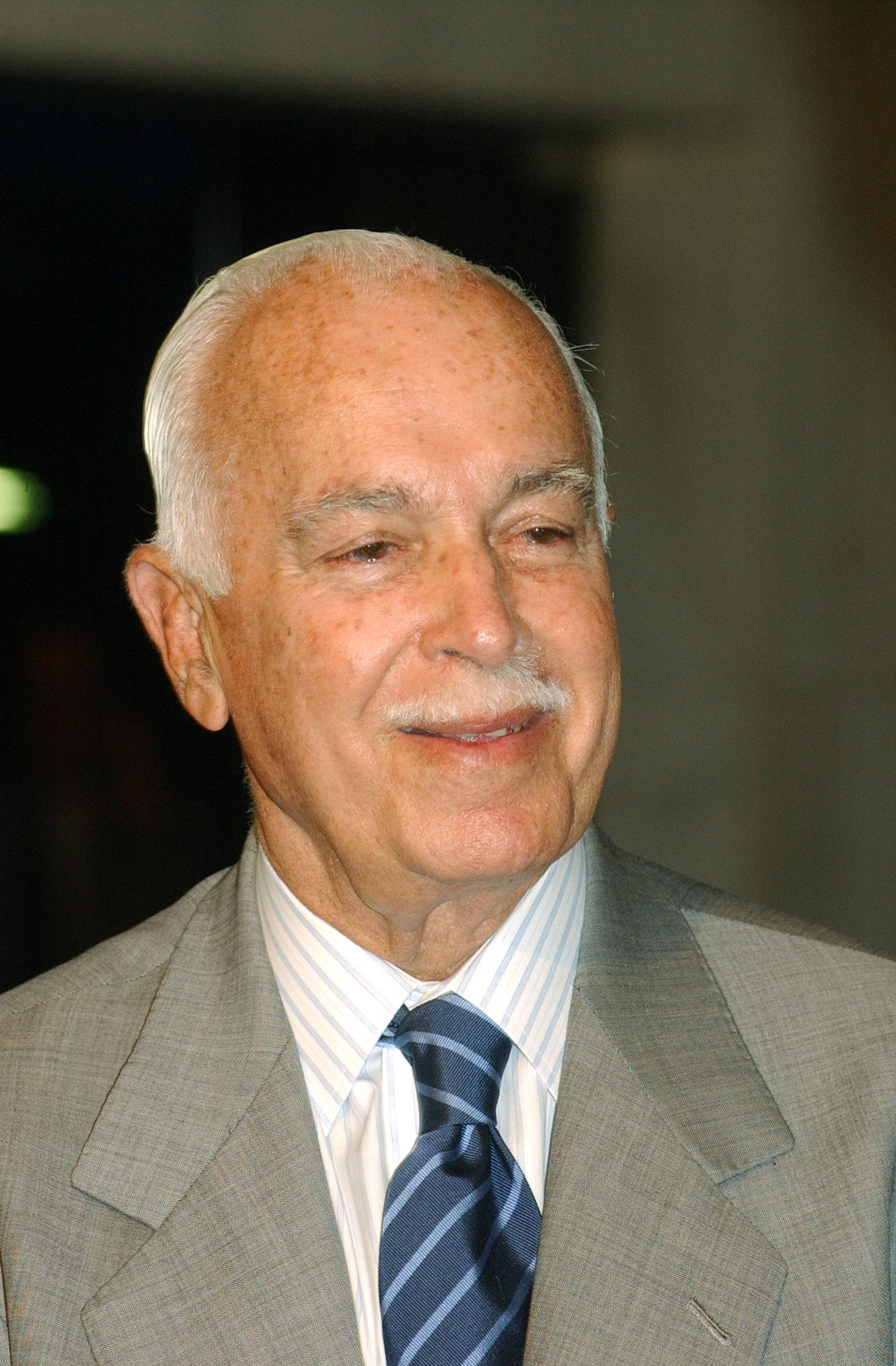
Antônio Carlos Magalhães, político brasileiro.

| Dia | Nome                         | Profissão ou motivo de reconhecimento | Nacionalidade  | Ano de nasc. | Ref    |
| --- | ---------------------------- | ------------------------------------- | -------------- | ------------ | ------ |
| 2   | Beverly Sills                | Cantora                               | Estados Unidos | 1929         | [ 1 ]  |
| 2   | Brahim Déby                  | Filho de Idriss Déby                  | Chade          | 1980         | [ 2 ]  |
| 3   | Lícia Magna                  | Atriz                                 | Brasil         | 1909         | [ 3 ]  |
| 4   | Henrique Viana               | Ator                                  | Portugal       | 1936         | [ 4 ]  |
| 4   | José Agrippino de Paula      | Escritor                              | Brasil         | 1937         | [ 5 ]  |
| 8   | Alemão                       | Futebolista                           | Brasil         | 1984         | [ 6 ]  |
| 9   | Charles Lane                 | Ator                                  | Estados Unidos | 1905         | [ 7 ]  |
| 10  | Yolanda Cardoso              | Atriz                                 | Brasil         | 1928         | [ 8 ]  |
| 11  | López Michelsen              | Presidente da República               | Colômbia       | 1913         | [ 9 ]  |
| 11  | Lady Bird Johnson            | Primeira-dama de seu país             | Estados Unidos | 1912         | [ 10 ] |
| 17  | Júlio Redecker               | Político                              | Brasil         | 1956         | [ 11 ] |
| 17  | Paulo Rogério Amoretty Souza | Advogado                              | Brasil         | 1945         | [ 12 ] |
| 19  | Roberto Fontanarrosa         | Escritor e cartunista                 | Argentina      | 1944         | [ 13 ] |
| 20  | Antônio Carlos Magalhães     | Político                              | Brasil         | 1927         | [ 14 ] |
| 20  | Nélio Dias                   | Político                              | Brasil         | 1945         | [ 15 ] |
| 21  | Jesús de Polanco             | Empresário                            | Espanha        | 1929         | [ 16 ] |
| 22  | Ulrich Mühe                  | Ator                                  | Alemanha       | 1953         | [ 17 ] |
| 23  | Mohammed Zahir Shah          | Rei                                   | Afeganistão    | 1914         | [ 18 ] |
| 29  | Michel Serrault              | Ator                                  | França         | 1928         | [ 19 ] |
| 30  | Ingmar Bergman               | Cineasta e dramaturgo                 | Suécia         | 1918         | [ 20 ] |
| 30  | Michelangelo Antonioni       | Cineasta                              | Itália         | 1912         | [ 21 ] |